# Hesperantha inconspicua
Hesperantha inconspicua är en irisväxtart som först beskrevs av John Gilbert Baker, och fick sitt nu gällande namn av Peter Goldblatt. Hesperantha inconspicua ingår i släktet Hesperantha och familjen irisväxter. Inga underarter finns listade i Catalogue of Life.